# Sugar (banda)
Sugar fue una banda estadounidense de rock alternativo de Mineápolis, Minesota, formada en 1992. Fue liderada por el cantante y guitarrista Bob Mould (Hüsker Dü), junto al bajista David Barbe (Mercyland) y el baterista Malcolm Travis (Human Sexual Response).

## Historia
Tras el quiebre de Hüsker Dü, Mould lanzó dos álbumes en solitario: Workbook y Black Sheets of Rain. Su escaso éxito deparó el fin con Virgin Records. Poco después, Mould grabó una cinta demo con más de treinta canciones, formando Sugar con David Barbe y Malcolm Travis. La banda fue nombrada en un restaurante de Waffle House en Atenas, GA, cuando Bob vio un paquete de azúcar en la mesa. Su primer concierto fue el 20 de febrero de 1992, en el 40 Watt Club de Atenas, Georgia, después de ensayar unas semanas en la sala de R.E.M..
Más tarde, la banda lanzó el álbum Copper Blue, por Rykodisc en los Estados Unidos y Creation Records en Reino Unido. Copper Blue fue nombrado "álbum del año" por NME. Los vídeos musicales de "If I Can't Change Your Mind" y "Helpless" recibieron gran rotación de MTV; además, el sencillo "If I Can't Change Your Mind" tuvo un éxito moderado en el UK Singles Chart.
En la primavera de 1993, publicaron Beaster, un EP grabado durante las sesiones de Copper Blue. El álbum demostró ser más agresivo que su predecesor. Después de un intento fallido de grabar un segundo álbum, la banda se reagrupó, lanzando File Under: Easy Listening en septiembre de 1994. Alcanzó el puesto #7 en el UK Singles Chart.
Un compilatorio de lados B: Besides, se estrenó en julio de 1995. La banda tocó su último concierto en Japón en 1995, Mould anunció su hiato en la primavera de 1996. Barbe deseaba pasar más tiempo con su familia y expandir su carrera en solitario. Travis integró Kustomized.
En la gira de verano 2012 de Bob Mould, interpretó Copper Blue en su totalidad.

## Miembros
- Bob Mould – voces, guitarras, teclados, percusión
- David Barbe – bajo
- Malcolm Travis – batería, percusión

## Discografía
Álbumes de estudio
| Año  | Información | Chart | Chart |
| Año  | Información | US    | UK    |
| ---- | --- | ----- | ----- |
| 1992 | Copper Blue - Sellos: Rykodisc, Creation - Lanzamiento: septiembre de 1992 | –     | 10    |
| 1993 | Beaster (EP) - Sellos: Rykodisc, Creation - Lanzamiento: abril de 1993 | 130   | 3     |
| 1994 | File Under: Easy Listening - Sellos: Rykodisc, Creation - Lanzamiento: septiembre de 1994                                                                                          | 50    | 7     |
| 1995 | Besides (compilación) - Sellos: Rykodisc, Creation - Lanzamiento: junio de 1995 | 122   | –     |
| 2013 | The Joke Is Always on Us, Sometimes. (live album) - Sello: Edsel Record - Lanzamiento: noviembre de 2013 - Notas: Originalmente apareció en las primeras 25 mil copias de Besides. | –     | –     |

### Boxsets
- A Box of Sugar (Edsel, 2013) – 5xLP
- Complete Recordings 1992–1995 (Edsel, 2014) – 5xCD

### Singles
| Año  | Título                        | Chart  | Chart | Álbum                      |
| Año  | Título                        | US MDR | UK    | Álbum                      |
| ---- | ----------------------------- | ------ | ----- | -------------------------- |
| 1992 | "Changes" (Creation)          | –      | –     | Copper Blue                |
| 1992 | "Helpless" (Rykodisc)         | 5      | –     | Copper Blue                |
| 1992 | "A Good Idea"                 | –      | 65    | Copper Blue                |
| 1993 | "If I Can't Change Your Mind" | –      | 30    | Copper Blue                |
| 1993 | "Tilted" (Creation)           | –      | 48    | Beaster                    |
| 1994 | "Your Favorite Thing"         | 14     | 40    | File Under: Easy Listening |
| 1994 | "Believe What You're Saying"  | –      | 73    | File Under: Easy Listening |
| 1995 | "Gee Angel" (Rykodisc)        | –      | –     | File Under: Easy Listening |